# 磐根神社 (栃木市)
磐根神社（いわねじんじゃ）は、栃木県栃木市都賀町合戦場にある神社。近代社格制度による旧社格は村社。

## 歴史
慶長元年9月19日（1596年11月9日）に、神祇伯の白川雅朝王が勧請し、土地の守護神としたのが始まりである。その後、社殿が破砕したが、安政6年（1859年）に中島市兵衛らが発起人となり再建に着手し、2年後に社殿が完成した。江戸時代には、星宮大権現・虚空蔵様などと呼ばれたが、神仏分離によって社名が磐根神社となった。

## 祭神
主祭神
- 磐裂命
- 根裂命

配神
- 経津主神
- 天照皇太神

境内社
- 琴平神社
- 稲荷神社
- 白鳥神社[4]

磐裂命・根裂命（イワサク・ネサク）は、イザナギがカグツチを刺殺した際に、十拳剣に付いた血から生まれたとされ、岩や木の根を裂く雷神としての信仰がある。栃木市都賀町は、イワサク・ネサクを祀る神社が多く、日光修験の影響によるものと考えられている。磐根神社は当社のほかにもう1社栃木県内にあるが、両社とも都賀町に所在する。また、都賀町の星宮神社はイワサク・ネサクを主祭神とする例が多く、都賀町家中の磐裂根裂神社は星宮神社とも呼ばれる。当社も明治時代以前は星宮大権現と称したことがあり、鎮座地の小字は星の宮である。
当社では開拓神・農耕神として信仰され、家内安全、交通安全、除災招福の神徳があるとされる。

## 境内
社地は1,963.4坪（≒6,490.6 m2）で、本殿は権現造2間（≒3.6 m）四方、瓦葺きの素木塗りである。同じ造りで1間（≒1.8 m）×2間の幣殿、2.5間（≒4.5 m）四方の拝殿、石造の神明鳥居、手水舎、石灯籠がある。石鳥居は宝暦10年（1760年）、常夜灯は文政8年（1825年）のものである。特に文化財指定を受けているものはないが、拝殿の鬼瓦や胴羽目の彫刻は文化財としての価値を有する。
境内に白鳥神社がある。本来は都賀町合戦場751番地にあった神社であるが、当社境内に移転した。旧社格は無格社で、日本武尊を祀る。移転前は拝殿を持たない、2間四方のトタン葺きの社殿のみの神社であった。

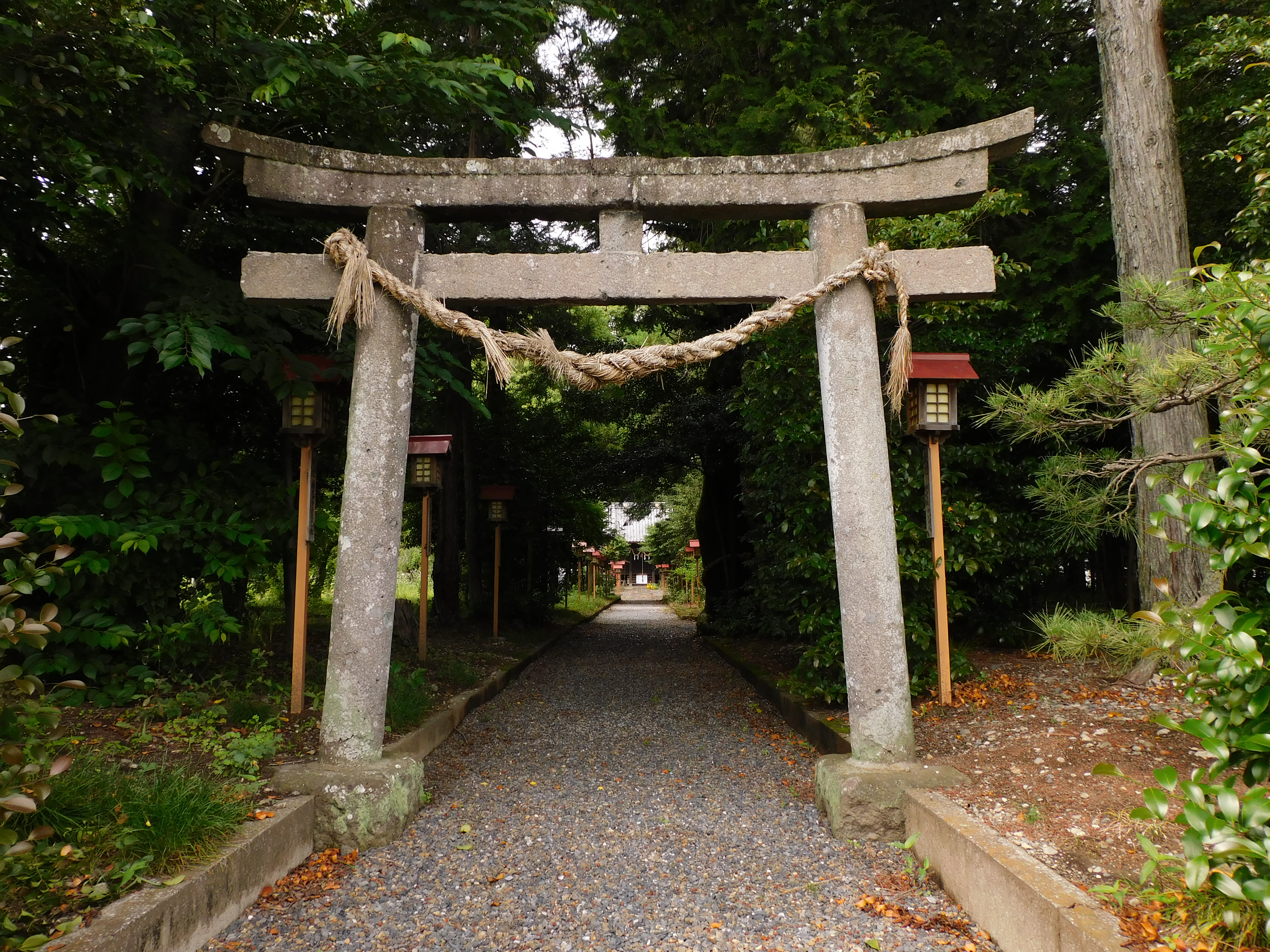
鳥居
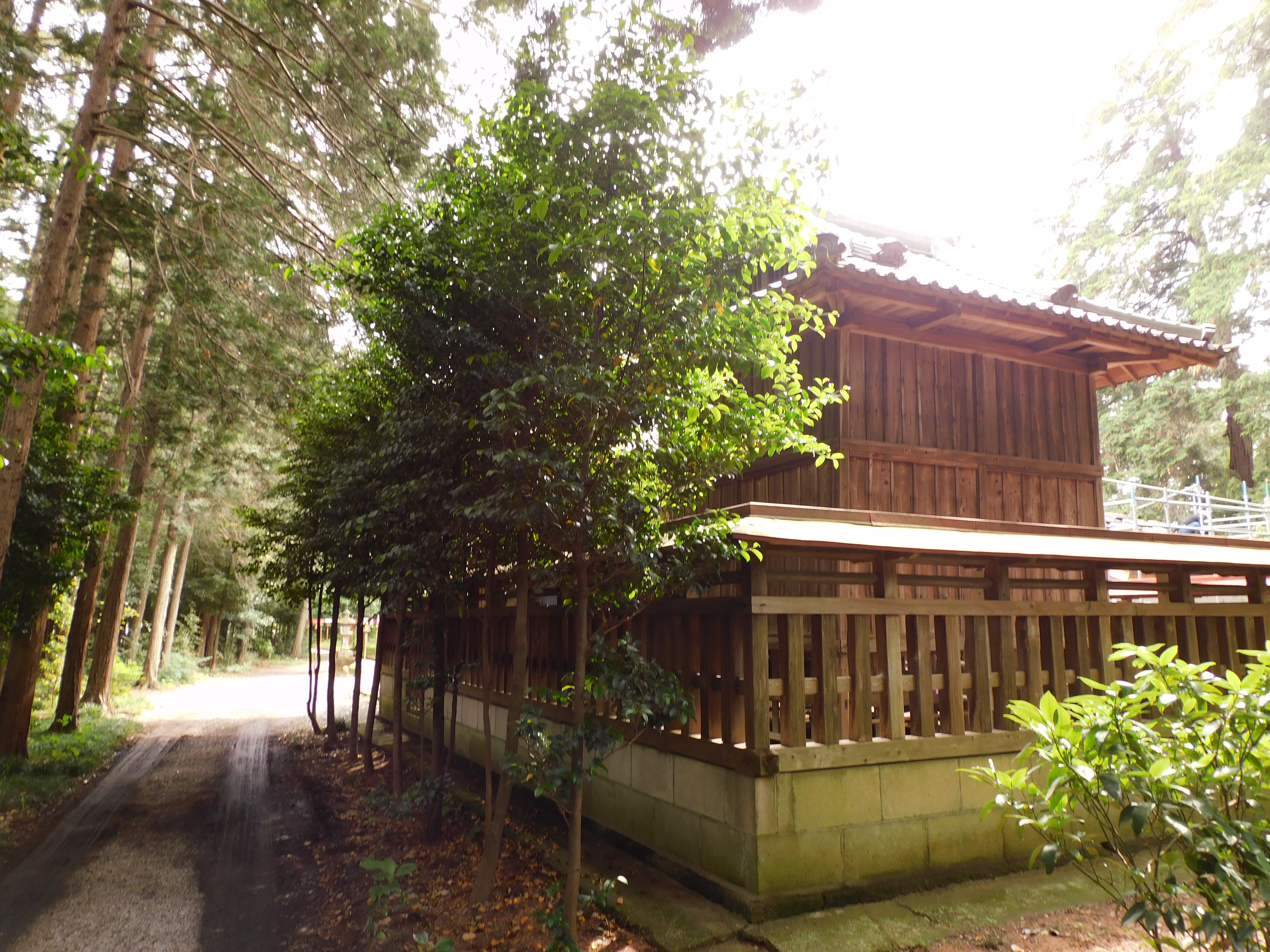
本殿
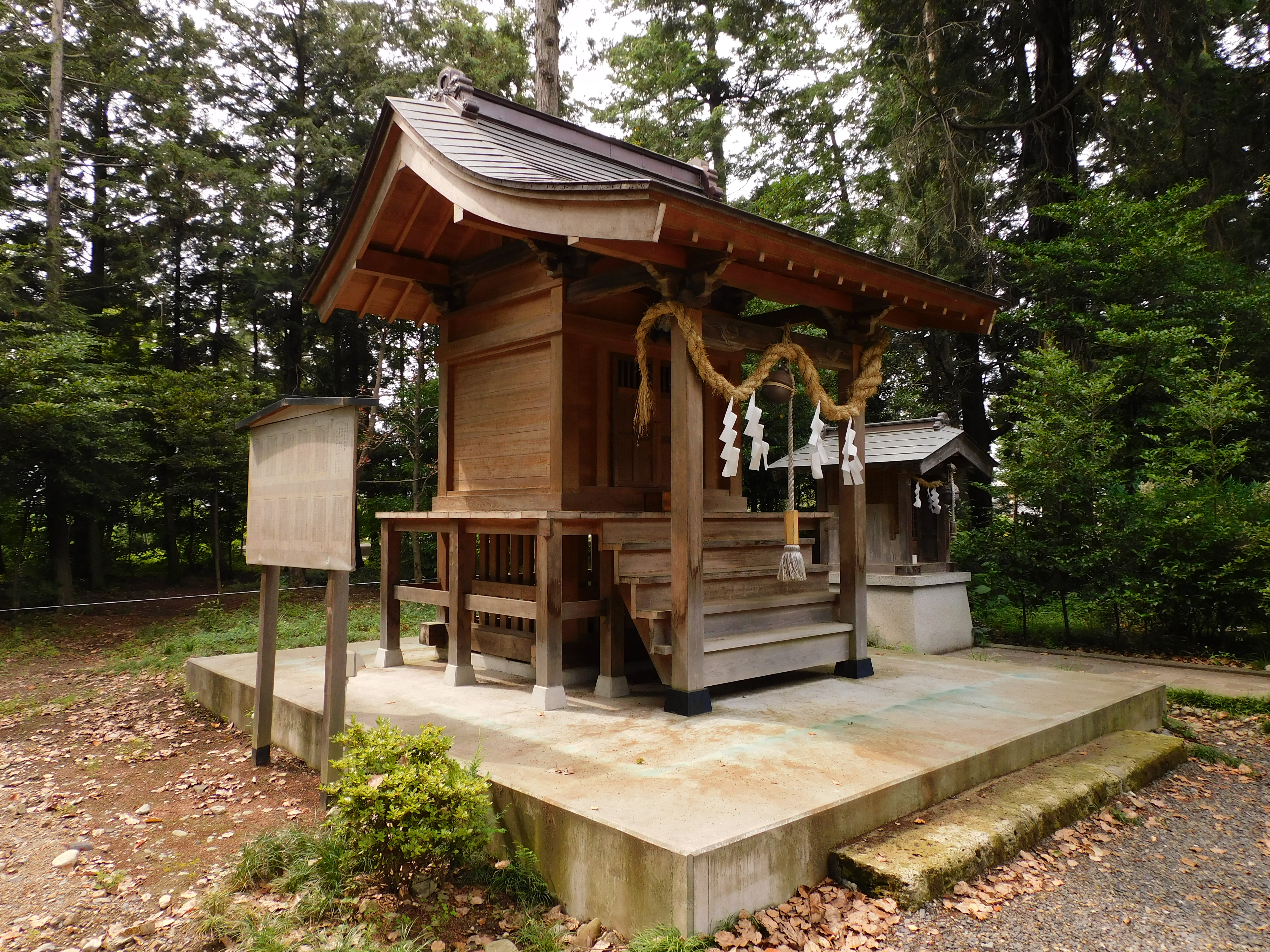
琴平神社

## 祭事
『都賀町史』では、春の例祭が4月29日、秋の例祭が10月29日と記載されているが、2023年（令和5年）現在は10月29日のみが例祭で、4月29日は祈年祭とされている。近代には学校の祭日とされ、学童が参拝した。秋の例祭では演芸が披露される。
このほか、毎月1日と15日の月次祭や、歳旦祭（1月1日）、節分祭（2月3日）、八坂祭（7月13日以降の日曜日）、新嘗祭（11月29日）、大祓式（12月31日）がある。